# 후타가와정
후타가와정(二川町)은 아이치현 아쓰미군에 설치되었던 정이다. 현재의 도요하시시에 해당한다.